# Calciatore dell'anno (Polonia)

Calciatore polacco dell'anno (in polacco Plebiscyt Piłki Nożnej) è un premio calcistico assegnato dal quotidiano Piłka Nożna al miglior giocatore polacco dell'anno solare.

## Albo d'oro
- 1973 - Kazimierz Deyna,  Legia Varsavia
- 1974 - Kazimierz Deyna,  Legia Varsavia
- 1975 - Zygmunt Maszczyk,  Ruch Chorzów
- 1976 - Henryk Kasperczak,  Stal Mielec
- 1977 - Grzegorz Lato,  Stal Mielec
- 1978 - Zbigniew Boniek,  Widzew Łódź
- 1979 - Wojciech Rudy,  Zagłębie Sosnowiec
- 1980 - non assegnato
- 1981 - Grzegorz Lato,  KSC Lokeren
- 1982 - Zbigniew Boniek,  Widzew Łódź/ Juventus
- 1983 - Józef Młynarczyk,  Widzew Łódź
- 1984 - Włodzimierz Smolarek,  Widzew Łódź
- 1985 - Dariusz Dziekanowski,  Widzew Łódź/ Legia Varsavia
- 1986 - Włodzimierz Smolarek,  Widzew Łódź/ Eintracht Francoforte
- 1987 - Andrzej Iwan,  Górnik Zabrze/ Bochum
- 1988 - Krzysztof Warzycha,  Ruch Chorzów
- 1989 - Ryszard Tarasiewicz,  Śląsk Wrocław/ Neuchatel Xamax
- 1990 - Jacek Ziober,  ŁKS Łódź/ Montpellier
- 1991 - Piotr Czachowski,  Legia Varsavia/ Zagłębie Lubin
- 1992 - Wojciech Kowalczyk,  Legia Varsavia
- 1993 - Marek Leśniak,  SG Wattenscheid 09
- 1994 - Roman Kosecki,  Atlético Madrid
- 1995 - Leszek Pisz,  Legia Varsavia
- 1996 - Piotr Nowak,  Monaco 1860
- 1997 - Sławomir Majak,  Widzew Łódź/ Hansa Rostock

- 1998 - Mirosław Trzeciak,  ŁKS Łódź/ Osasuna
- 1999 - Jacek Zieliński,  Legia Varsavia
- 2000 - Jerzy Dudek,  Feyenoord Rotterdam
- 2001 - Emmanuel Olisadebe,  Polonia Varsavia/ Panathīnaïkos
- 2002 - Maciej Żurawski,  Wisła Kraków
- 2003 - Jacek Krzynówek,  Norimberga
- 2004 - Jacek Krzynówek,  Norimberga/ Bayer Leverkusen
- 2005 - Euzebiusz Smolarek,  Borussia Dortmund
- 2006 - Euzebiusz Smolarek,  Borussia Dortmund
- 2007 - Euzebiusz Smolarek,  Borussia Dortmund/ Racing Santander
- 2008 - Jakub Błaszczykowski,  Borussia Dortmund
- 2009 - Mariusz Lewandowski  Šachtar
- 2010 - Jakub Błaszczykowski,  Borussia Dortmund
- 2011 - Robert Lewandowski,  Borussia Dortmund
- 2012 - Robert Lewandowski,  Borussia Dortmund
- 2013 - Robert Lewandowski,  Borussia Dortmund
- 2014 - Robert Lewandowski,  Borussia Dortmund/ Bayern Monaco
- 2015 - Robert Lewandowski,  Bayern Monaco
- 2016 - Robert Lewandowski,  Bayern Monaco
- 2017 - Robert Lewandowski,  Bayern Monaco
- 2018 - Łukasz Fabiański,  West Ham Utd
- 2019 - Robert Lewandowski,  Bayern Monaco
- 2020 - Robert Lewandowski,  Bayern Monaco
- 2021 - Robert Lewandowski,  Bayern Monaco
- 2022 - Robert Lewandowski,  Bayern Monaco/ Barcellona
- 2023 - Piotr Zieliński,  Napoli
- 2024 - Robert Lewandowski,  Barcellona